# Prince Charles's Men
Prince Charles's Men was een Engels toneelgezelschap ten tijde van Jacobus I en Karel I. Het ontstond in 1608 onder de naam Duke of York's Men onder het beschermheerschap van Jacobus' tweede zoon, de toen achtjarige latere Karel I, die de titel 'Hertog van York' voerde. Na de dood van diens oudere broer Henry in 1612 veranderde het gezelschap de naam in Prince Charles's Men.
In de eerste twee jaar van hun bestaan speelde de groep hoofdzakelijk in de provincie, maar in 1610 ontvingen zij een licentie om ook in Londen op te treden.
Gedurende een korte periode traden zij samen op met Lady Elizabeth's Men in Philip Henslowes nieuwe theater The Hope, maar de twee groepen scheidden hun wegen toen het gezelschap van Lady Elizabeth Londen verliet voor een tournee. In 1619 verliet het gezelschap The Hope, omdat zij het het vanwege de andere activiteiten die daar plaatsvonden, met name 'diersporten', een minder geschikte locatie vonden. Zij zetten hun activiteiten voort in Christopher Beestons Cockpit Theatre, waar zij speelden van 1619 tot 1622 en nadien in Beestons Red Bull Theatre.
Toen Karel in 1625 koning werd, besloot hij zijn vaders patronaat van de King's Men voort te zetten, het gezelschap van William Shakespeare en Richard Burbage dat eerder bekend had gestaan als de Lord Chamberlain's Men.
De groep Prince Charles's Men werd officieel opgeheven, hoewel sommige leden mogelijk bleven spelen in de Red Bull.